# Alex Namazaba
Alex Namazaba (ur. 5 maja 1973) – zambijski piłkarz grający na pozycji pomocnika.

## Kariera klubowa
W swojej karierze piłkarskiej Namazaba grał w klubie Lusaka Dynamos.

## Kariera reprezentacyjna
W reprezentacji Zambii Namazaba zadebiutował w 1995 roku. W 1996 roku został powołany do kadry na Puchar Narodów Afryki 1996, na którym nie wystąpił w żadnym meczu. W kadrze narodowej grał do 1999 roku. Rozegrał w niej 12 meczów i zdobył 2 gole.